# 深野酒造
深野酒造株式会社（ふかのしゅぞう）は、熊本県人吉市に本社を置く酒類醸造会社である。

## 沿革
- 1823年 - 初代・深野時次が現人吉市合ノ原町で焼酎造りを開始
- 1952年 - 合資会社深野酒造本店に改組

## 銘柄
- 彩葉
- よけまん
- 天酌天
- 幻の3ナンバー
- よけまん原酒
- 刻の封印 原酒
- 呑香
- 地水火風
- 球磨樽
- 球磨ン衆
- 珈琲リキュールくろろ